# Nuevo Casas Grandes
Nuevo Casas Grandes – miasto i siedziba władz gminy o tej samej nazwie w północnym Meksyku, w północno-zachodniej części stanu Chihuahua. Miasto leży 400 km na północny zachód od stolicy stanu Chihuahua. Jest położone w szerokiej i żyznej dolinie rzeki San Miguel znajdującej się na terenie Mesy Północnej stanowiącej część Wyżyny Meksykańskiej, niedaleko Sierra Madre Occidental.

## Historia

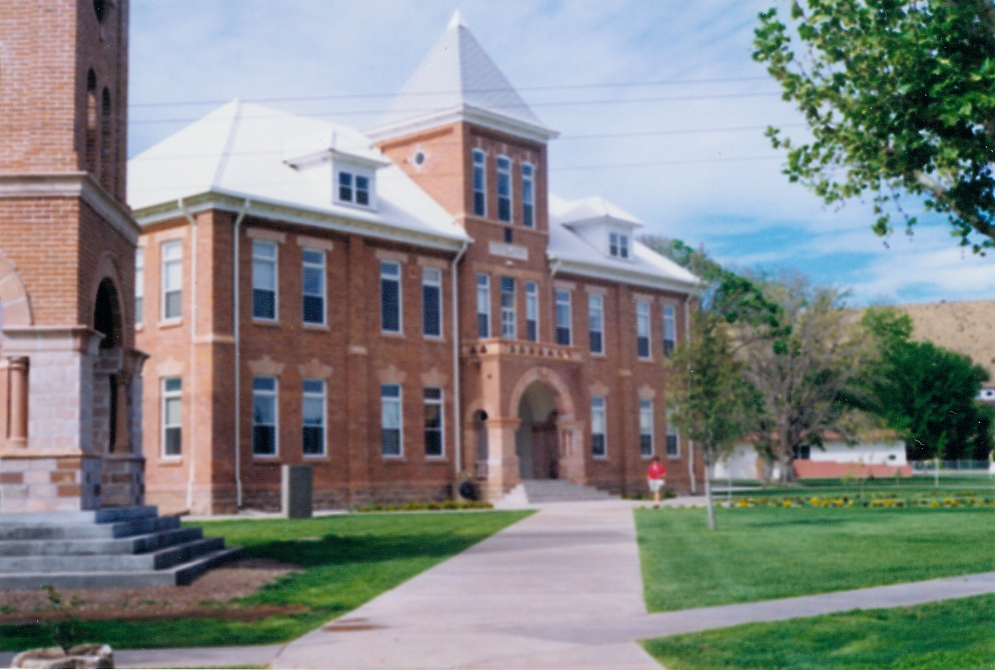
Budynki społeczności mennonitów w Nuevo Casas Grandes

Miasto powstało w latach 70. XIX wieku. Nazwa pochodzi od znajdującego się wówczas około 1,5 km odległego Casas Grandes. W tym okresie zbudowano linie kolejową ze stacją w miejscu obecnego Nuevo Casas Grandes. Ludność stopniowo migrowała do rejonu stacji kolejowej. Ludność składa się zarówno z potomków rdzennych grup tubylczych, których tereny rozciągały się również na północ od miasta aż do terenów południowo-zachodnich stanów USA oraz z potomków przybyłych z Europy mennonitów i mormonów.

## Klimat
Średnioroczna temperatura zawiera się w przedziale 10 do 14 °C, lecz ze względu na wysokie położenie miasta klimat cechuje się dużymi wahaniami temperatur od poniżej -10 °C w zimie do prawie 40 °C w lecie. W okresie zimowym obserwuje się także częste opady śniegu.
| Miesiąc                          | Sty | Lut | Mar | Kwi | Maj | Cze | Lip | Sie | Wrz | Paź | Lis | Gru | Roczna |
| -------------------------------- | --- | --- | --- | --- | --- | --- | --- | --- | --- | --- | --- | --- | ------ |
| Średnie temperatury w dzień [°C] | 15  | 17  | 20  | 24  | 29  | 32  | 31  | 30  | 28  | 24  | 20  | 16  | 23     |
| Średnie temperatury w nocy [°C]  | -2  | 1   | 4   | 8   | 12  | 16  | 18  | 17  | 13  | 7   | 2   | -2  | 7      |
| Opady [mm]                       | 14  | 11  | 8   | 6   | 6   | 19  | 85  | 90  | 52  | 26  | 11  | 17  | 345    |
| Źródło: 2008.02.13               |     |     |     |     |     |     |     |     |     |     |     |     |        |